# Ceaun

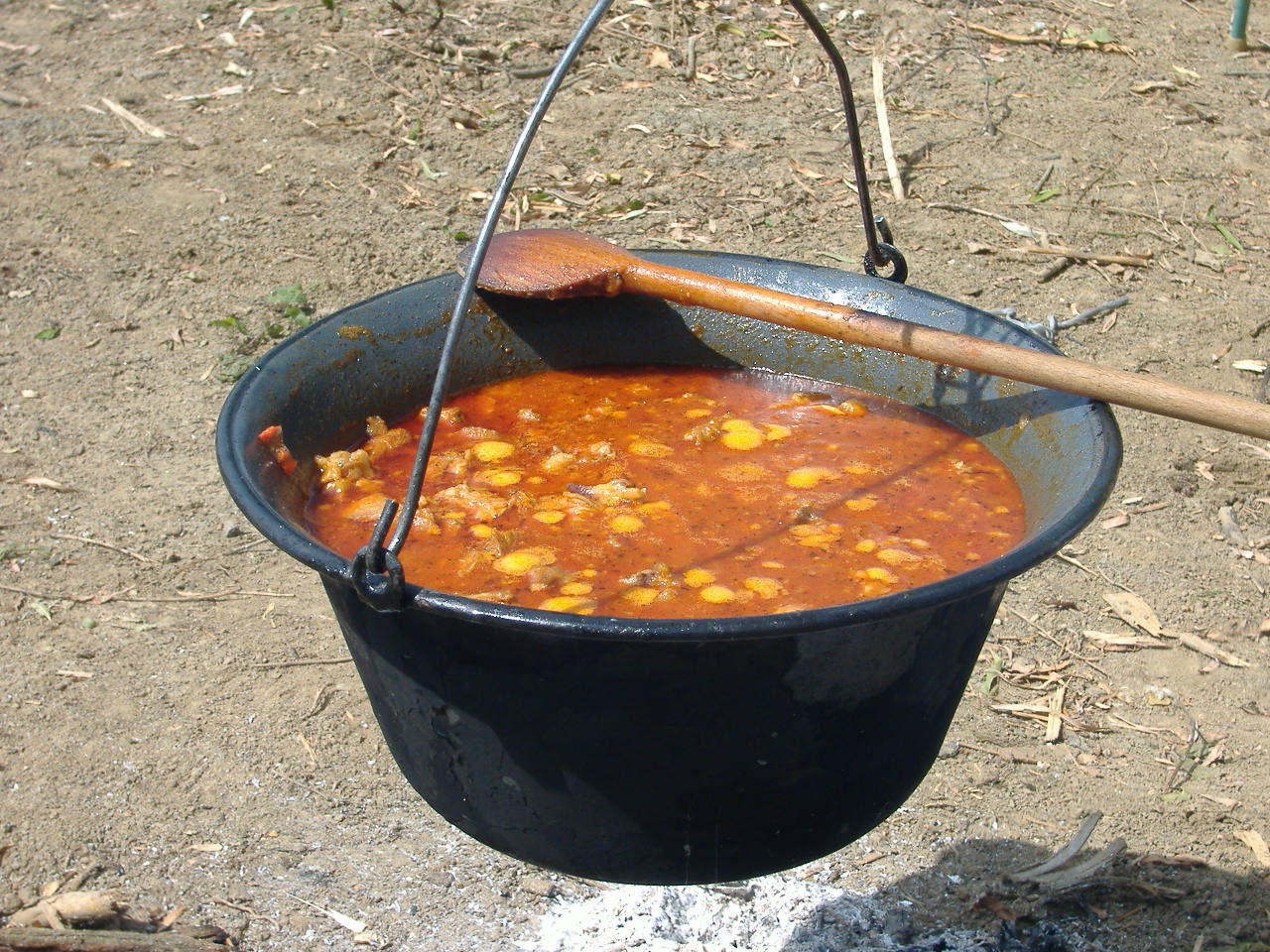
Gulaș unguresc într-un ceaun tradițional („bogrács”)

Ceaunul este un vas de tuci, de formă emisferică, cu două toarte unite printr-un mâner, folosit pentru fierberea mămăligii sau a altor mâncăruri.